# Перша російська антарктична експедиція

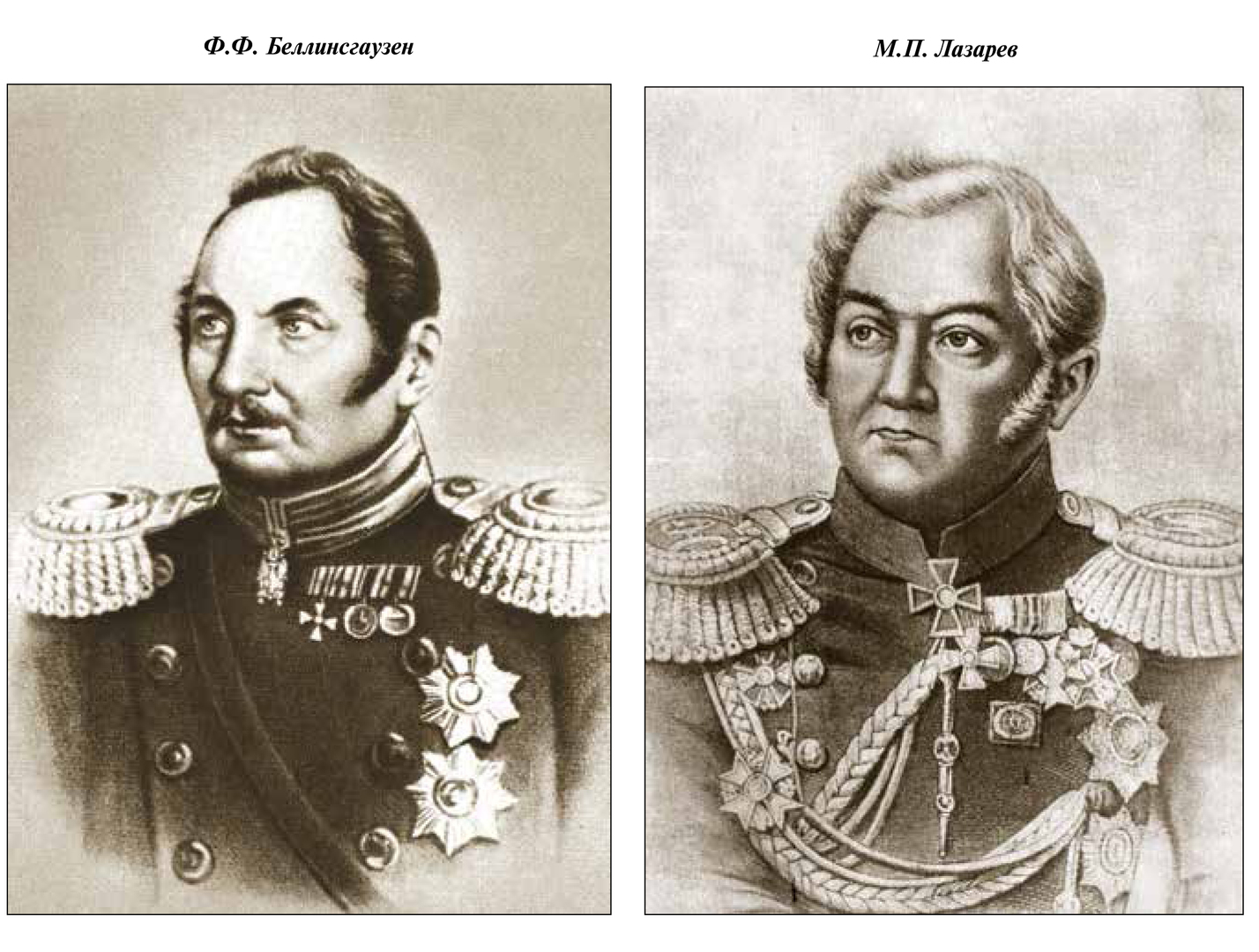
Керівники експедиції

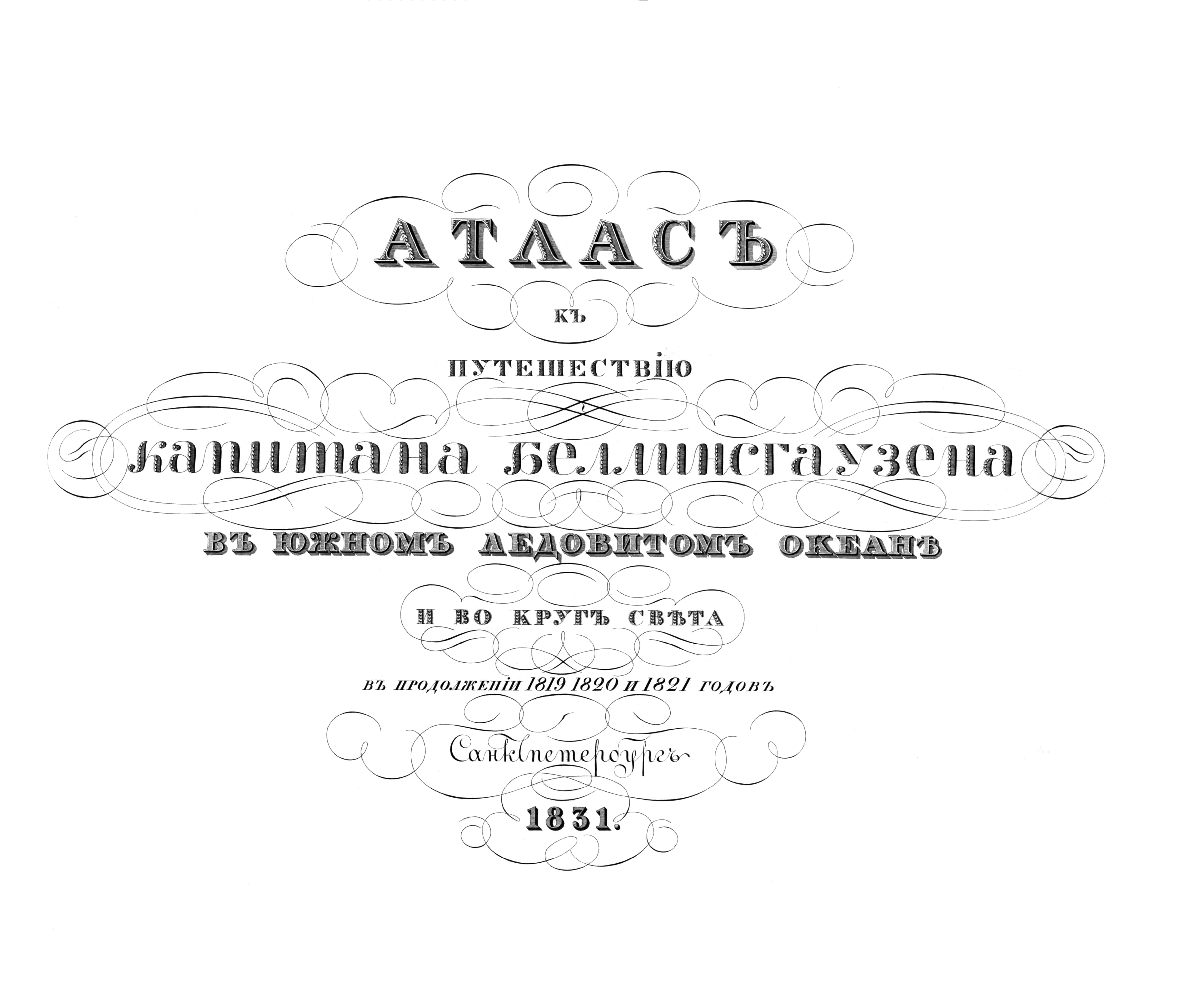
Титульний лист «Атласа к путешествию капитана Беллинсгаузена в Южном Ледовитом океане и вокруг света в продолжении 1819, 1820 и 1821 годов»

Перша російська антарктична експедиція 1819—1821 років під керівництвом Фабіана Готтліба фон Беллінсгаузена (в Росії його називали Фадей Фадейович Беллінсгаузен) до Південного океану. Метою експедиції було, згідно зі звітом фон Беллінсгаузена, «оглянути ті частини Південного океану, в яких ніхто ще не бував, або в тих частинах, які уже відомі, оглянути острови, яких не бачили попередні мореплавці». Початково називалася «Експедицією до південних полярних морів». Назва «Перша російська антарктична експедиція» з'явилася в 1949 році, коли СРСР вступив у боротьбу з країнами Заходу за право освоєння Антарктиди.
Експедиція складалася з двох шлюпів — «Восток», яким командував Беллінсгаузен, та «Мирний» під командуванням Михайла Лазарєва. Заступником Беллінсгаузена на шлюпі «Восток» був полтавський дворянин Іван Завадовський. Команди обох кораблів налічували 190 осіб.
Поспіх, з яким готувалася експедиція (указ російського імператора Олександра І з'явився 27 березня 1820 р., а шлюпи вийшли в море 16 липня), дослідники пов'язують з тим, що до Росії дійшла інформація про розвідки в південних широтах, які планував британський Королівський військово-морський флот, тому імператор почав форсувати спорядження російської експедиції.
Беллінсгаузен та Лазарєв удруге у світі (після Джеймса Кука) обійшли Антарктиду і пройшли далі на південь, ніж Кук. 127 днів  (загалом експедиція тривала 751 день) шлюпи «Восток» та «Мирний»  перебували вище 60° південної широти і кількаразово наближалися до континенту чи шельфових льодовиків Антарктиди.
Після повернення фон Беллінсгаузен написав детальний звіт з додатком атласу подорожі, який вийшов друком у Санкт-Петербурзі в 1831 році. Друге видання книги здійснили у СРСР у 1949 році з передмовою радянського військового історика Євгена Шведе.
Перша російська експедиція відкрила низку островів у високих південних широтах і тропіках, однак не досягла берега Антарктичного континенту. Тому її першість у відкритті Антарктиди є дискусійним питанням.
Згідно з радянською історіографією, Беллінсгаузен та Лазарєв відкрили Антарктиду 28 січня 1820 року. Однак пізніші дослідження та дані експедиції британців Едварда Брансфілда та Вільяма Сміта, які 30 січня 1820 року висадилися на півострові Триніті, що є частиною континенту, ставлять під сумнів це твердження.

Згідно зі звітом Беллінсгаузена, 28 січня 1820 року шлюпи досягли точки 69°25' південної широти та 2°10' західної довготи (в районі шельфового льодовика неподалік сучасної Землі королеви Мод). У цей день Беллінсгаузен записав: «…встрѣтили льды; которые представились намъ сквозь шедшій тогда снѣгъ, въ видѣ бѣлыхъ облаковъ». У рапорті від 21 квітня 1820 року до морського міністра Російської імперії де Траверсе Беллінсгаузен написав: 
«… признаковъ большой южной земли нигдѣ имъ не встрѣчено, хотя плаваніе его происходило по большей части за полярнымъ кругомъ, если же таковая земля и существуетъ, то должна быть во льдахъ, покрыта ими и опознать оной нѣтъ возможности»
У звіті Беллінсгаузена відсутні згадки, що експедиція відкрила материкові землі, але вже у передмові до другого видання звіту 1949 року Антарктида згадується кілька десятків разів, а саму експедицію називають антарктичною. У 1949 році, вступивши у суперництво з Заходом за право освоєння Антарктиди, влада СРСР свідомо зманіпулювала датами.

## Передісторія та планування експедиції
Усі дати в цьому та інших розділах статті подано за григоріанським календарем
Експедиція до південних полярних морів споряджалася майже одночасно з експедицією Михайла Васильєва та Гліба Шишмарьова, які на шлюпах «Открытие» та «Благонамеренный» вирушили досліджувати північні полярні води. Згідно з географічними теоріями, які існували в XVIII—XIX ст., значні масиви суші в Північній півкулі мали би врівноважуватися материком у Південній півкулі.
Першим дослідником, який пішов у високі полярні широти і перетнув Південне полярне коло, був англійський мореплавець Джеймс Кук. Під час навколосвітньої подорожі в 1772—1774 рр. він досягнув 67°15′ південної широти, але був зупинений кригою. Відтак Дж. Кук зробив висновки: «…жодна людина ніколи не наважиться пройти на південь далі, ніж це вдалося мені. Землі, які, можливо, знаходяться на півдні, ніколи не будуть досліджені».
Беллінсгаузен засвідчував, що ініціатива спорядити експедицію на пошук Антарктиди належить імператору Олександру І. Проте пізніші дослідники, зокрема бібліотекар Королівського географічного товариства (Велика Британія) Хью Роберт Мілл та Френк Дебенхем, директор кембриджського Полярного інституту, вважали, що план навколосвітньої подорожі запропонував морський міністр Російської імперії де Траверсе.
Низка дослідників схильні вважати, що одночасне спорядження подвійної експедиції — до Північного та Південного полюсів — переслідувало, зокрема, геополітичні цілі. Станом на 2019 рік документів про початковий проект такої експедиції не було знайдено, що може бути свідченням того, що він був секретним. Кожна з експедицій називалася по-військовому «дивізією».
Побічним підтвердженням гіпотези про геополітичні цілі експедиції Беллінсгаузена є поспіх, з яким її готували, а також те, що на борт судна було взято лише одного науковця — професора Казанського університету Івана Симонова, спеціаліста з астрономії, тому практично всі спостереження в галузі географії, природознавства, етнографії проводили офіцери експедиції.

## Спорядження та склад експедиції
Питання щодо керівника «Південної дивізії» довго дискутувалося у вищих політичних колах та в Адміралтействі. Наказ про призначення Фабіана Готліба фон Беллінсгаузена було підписано лише 4 травня 1819 року. 23 травня він прибув до Петербурга із Севастополя, де в чині капітана 2 рангу командував фрегатом «Флора».
Беллінсгаузен відразу після призначення отримав премію в 1 000 рублів. На непередбачені витрати під час плавання — 10 000 рублів сріблом. Загалом, згідно з наказом Олександра І, фінансування експедиції до південних полярних морів складало 100 000 рублів.
Всю команду преміювали ще до того, як шлюпи вийшли в море: Беллінсгаузен отримав 5 000 рублів, Лазарєв — 3 000 рублів, всі офіцери та матроси — річну зарплатню. Стандартна зарплатня матроса першої статті складала 13 рублів 11 копійок на рік. Згідно зі звітом Беллінсгаузена, цар звелів на час подорожі підвищити зарплатню офіцерам та матросам у 8 разів.
Офіцерський склад та нижчі чини були сформовані з числа добровольців, які відповідали жорстким вимогам, зокрема, були не старші за 35 років, мали добре здоров'я, знали хоча би одну з корабельних професій, уміли добре стріляти з рушниць. Деякі дослідники, зокрема Василь Придатко-Долін, припускають, що у команді шлюпів могли бути українці.
На борту шлюпа «Восток» перебували 6 офіцерів (у тому числі Іван Завадовський), штаб-лікар Якоб Берг, астроном Іван Симонов, художник Павло Михайлов), 36 унтер-офіцерів, артилеристів і ремісників, 4 офіцерських денщики та 71 матрос. На шлюпі «Мирний» були 5 офіцерів, штаб-лікар Галкін, ієромонах Діонісій, 22 унтер-офіцери та артилеристи, 45 матросів.
У подорож було взято запас основних продуктів, яких мало вистачити на два роки. Згідно зі звітом Беллінсгаузена, на борт взяли 20,5 тонни сушеного гороху, 7 тонн вівса та гречки, 28 тонн солоного м'яса, 65,8 тонни сухарів, багато квашеної капусти (обсяг не вказано), 3926 літрів горілки. Для боротьби з цингою взяли запас хвойної есенції, лимони, гірчицю і патоку. Головним повсякденним напоєм команди був чай, куплений у Лондоні та Ріо. Запасів виявилося зовсім недостатньо, тож командування докуповувало продукти у Данії, Бразилії, Австралії, щоб забезпечити автономне плавання шлюпів на 4-5 місяців.

### Експедиційні кораблі

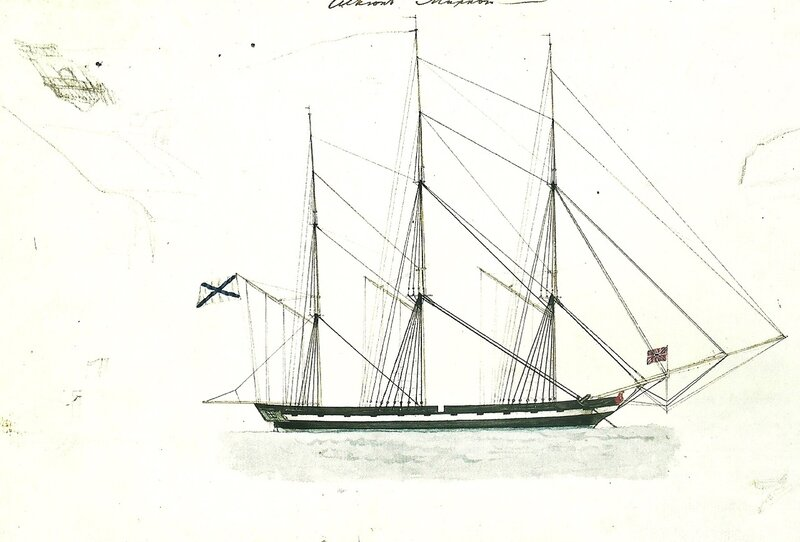
Шлюп «Мирний». Акварель Павла Михайлова

Обидва вітрильники були збудовані в 1818 році на російських верфях.
Шлюп  «Восток»: водотоннажність 900 тонн, довжина 129 футів 10 дюймів (39,53 м), ширина 32 фути 8 дюймів (9,96 м); висота грот-мачти — 136 футів (41,45 м). На «Востоку» було встановлено шістнадцять 18-фунтових гармат і дванадцять 12-фунтових карронад.
Шлюп «Мирний» був збудований у Кронштадті, як транспортний корабель «Ладога», однак перейменований і модернізований під потреби експедиції. Довжина 120 футів (36,58 м), ширина — 30 футів (9,14 м), водотоннажність — 530 тонн. На «Мирному» було 6 карронад і 14 трифунтових гармат. Офіцери мешкали в каютах, а матроси розташовувалися на нічліг у гамаках, прив'язаних на батарейній палубі.
Михайло Лазарєв обрав для себе «Мирний» і особисто керував його модернізацією. Оскільки Беллінсгаузен був призначений за 42 дні до початку експедиції, йому дістався «Восток», який обидва капітани вважали незручним і затісним для команди. «Восток» був збудований із сирої деревини і лиш перед виходом в море нижню частину корпусу обшили мідними листами. Як пізніше зафіксував Беллінсгаузен у своєму звіті, корпус «Востока» виявився слабким для плавання у полярних водах, його доводилося неодноразово укріплювати і ремонтувати.

## Хід експедиції

### Початок експедиції (липень 1819— грудень 1819)
Південна та Північна «дивізії» одночасно вирушили в плавання — 16 липня 1819 року о 18.00 вони вийшли з Кронштадта.
Спершу всі чотири кораблі трималися одним загоном. Перша стоянка була у Копенгагені, де придбали апарат для опріснювання води та найсучасніші на той час карти і атласи. Беллінсгаузен придбав книгу Христофера Ханстена про магнетизм, випущену на початку 1819 року, на основі якої проводилися пошуки Південного магнітного полюсу.  Проте на Беллінсгаузена чекало розчарування — німецький натураліст, медик Карл Мертенс, який у Копенгагені мав приєднатися до експедиції, відмовився від поїздки, посилаючись на брак часу для підготовки. Невдовзі у Лондоні було закуплено наукові прилади — чотири хронометри, два телескопи, секстанти (навігаційний інструмент), глибоководний термометр тощо. Проте у звіті про експедицію Беллінсгаузен визнав, що куплені прилади були різної якості, зокрема, хронометр на «Востоку»  вже в травні 1820 року давав похибку на 5-6 хвилин за добу, а на «Мирному» — на понад 10 хвилин.
Відтак шлюпи «Восток» та «Мирний» взяли курс на Бразилію. 4 грудня, після трьох тижнів перебування у Бразилії, експедиція рушила на південь.
Беллінсгаузен та Лазарєв ухвалили рішення, щоб шлюпи трималися разом, а під час туманів — на відстані не більше однієї версти (1,066 км).

### Дослідження в субантарктиці та Антарктиці (грудень 1819— березень 1820)

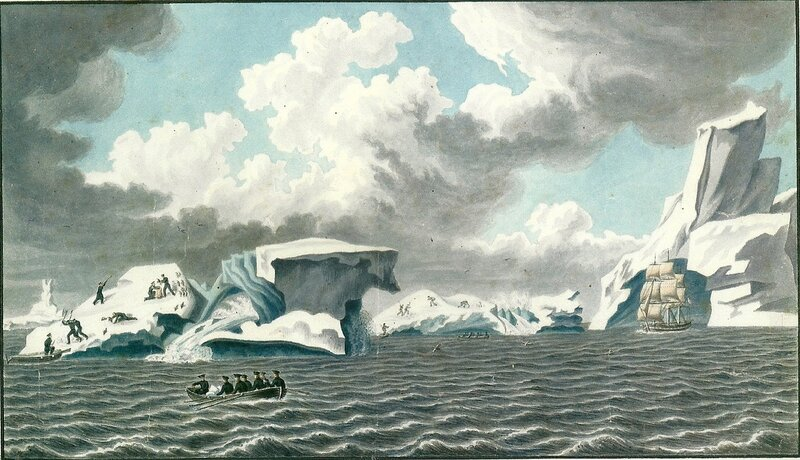
Вид на льодові острови 4 березня 1820 року. Акварель Павла Михайлова

27 грудня «Восток» та «Мирний» досягли острова Південна Джорджія, з якого Беллінсгаузен хотів почати дослідження Південного океану. Цього ж дня на 54°31′ п. ш. експедиція побачила непозначений на картах острів і назвала його на честь лейтенанта на шлюпі «Мирний» островом Анненкова. Пізніше було з'ясовано, що цей острів відкрив Джеймс Кук 20 січня 1775 року і назвав на честь лейтенанта свого корабля — островом Пікерсгіла.
3 січня мандрівники зустріли вкритий льодом острів, який назвали на честь учасника експедиції лейтенанта Лєскова. Острови, відкриті 4 січня, були названі на честь офіцерів «Востока» — острів Завадовського та Костянтина Торсона. 1831 року у звіті про експедицію Беллінсгаузен з політичних міркувань змінив назву острова Торсон на Високий, оскільки у 1825 році Торсон взяв участь у повстанні декабристів проти монархії. Групу з трьох відкритих островів назвали архіпелагом де Траверсе.
За кожен відкритий острів Беллінсгаузен видавав вартовим матросам нагороду в 5 талерів.
На островах для потреб експедиції у питній воді нарубали льоду. А також вловили близько 100 пінгвінів, яких надалі використовували в їжу.
14 січня 1820 року експедиція проминула відкриті Куком острови Саутерн-Туле і взяла курс південніше, куди Дж. Кук не наважився спуститися через непрохідні, як він вважав, льоди. «Восток» та «Мирний» повільно просувалися поміж крижаних полів, і 27 січня перетнули Південне полярне коло.  
28 січня Беллінсгаузен описав свої спостереження: «наблюдали льды, которые представились нам сквозь шедший тогда снег в виде белых облаков». Шлюпи знаходилися в точці 69°21'28" п. ш. и 2°14'50" з. д., на відстані щонайменше 20 км від сучасного шельфового льодовика Беллінсгаузена.
Команда вже була втомлена та потерпала від холоду. Попри те, що були встановлені чавунні печі і в якості грілок матроси використовували нагріті гарматні ядра, температура в спальних приміщеннях сягала не вище 8 градусів за Цельсієм. Крім того, на шлюпах закінчувався запас дров. Проте Беллінсгаузен та Лазарєв вирішили просуватися далі на південь.

17 лютого 1820 р. Беллінсгаузен записав: 
«Видя льдяные острова, поверхностью и краями сходные с поверхностью и краями большого вышеупомянутого льда, пред нами находящегося, мы заключили, что сии льдяные громады и все подобные льды от собственной своей тяжести, или других физических причин, отделились от матерого берега, ветрами отнесённые, плавают по пространству Ледовитого Южного океана…»
Очевидно, експедиція спостерігала шельфові льодовики Антарктиди. У ці дні експедиція зафіксувала кілька айсбергів та бачила полярне сяйво.
До початку березня кораблі вже потребували ремонту: вітер порвав частину вітрил, на «Востоку» луснули кілька щогл та була пошкоджена система кермування. Командування ухвалило виходити з південних широт та йти до Австралії.

### Плавання в Австралію та Океанію (березень— листопад 1820)

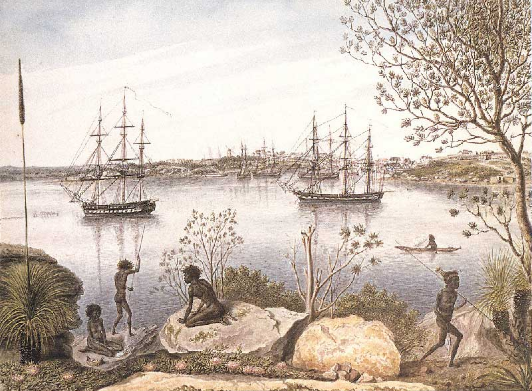
Вид на Сідней. Акварель Павла Михайлова

8 квітня «Восток» та «Мирний» кинули якір у затоці Порт-Джексон (Австралія).
Беллінсгаузен вмів читати англійською, проте погано розумів усну мову, тому перекладачем для нього став капітан-лейтенант Іван Завадовський.
19 травня, після ремонту шлюпів, експедиція вирушила до Нової Зеландії, де провела місяць, вивчаючи, зокрема, побут племені маорі. Відтак, долаючи шторми, російські судна пішли до островів у Океанії.

20 липня експедиція спробувала висадитися на атол, якому Беллінсгаузен дав назву острів Моллера — на честь контр-адмірала російського флоту (нині острів Аману, архіпелаг Туамоту). Експедиція не знала, що острів був відкритий 1606 року португальським мореплавцем Педро Фернандесом де Кіросом. Озброєні списами аборигени завадили росіянам висадитися на острів, демонструючи свою ворожість. Беллінсгаузен написав у звіті: 
«Таковое упорство принудило нас возвратиться. Упорство сие, конечно, происходит от совершенного неведения о действии нашего огнестрельного оружия и превосходства нашей силы. Ежели бы мы решились положить на месте несколько островитян, тогда, конечно, все прочие пустились бы в бегство, и мы бы имели возможность без всякого препятствия выйти на берег. Но, удовлетворив своё любопытство в довольно близком расстоянии, я не имел особенного желания быть на сем острове… <…> Когда мы от острова уже довольно удалились, тогда из лесу на взморье выбежали женщины и приподняв одежду, показывали нам задние части тела своего, хлопая по оным руками, другие плясали, чем, вероятно, хотели нам дать почувствовать слабость сил наших. Некоторые из служителей просили позволения, чтоб островитян наказать за дерзость, выстрелить в них дробью, но я на сие не согласился».
Відтак експедиція відкрила ще низку островів (сучасний архіпелаг Туамоту), місцеве населення яких виявляло подібну ворожість. Надалі з'ясувалося, що більшість островів були відкриті іншими мореплавцями задовго до Беллінсгаузена.
Нові та подвійні відкриття цього періоду: острів Волконського (зараз острів Такуме), острів Барклая де Толлі (острів Рароіа, відкритий у 1605 році Педро Фернандесом де Кіросом), острови Єрмолова та Кутузова (острів Таенга та острів Макемо, відповідно; відкриті у 1803 р. англійцем Джоном Байєрсом), групу островів Раєвського та Остен-Сакена (зараз острів Катіу), острів Чичагова (острів Таханеа, відкритий в 1772 р. іспанцем Домінго де Бонечеа), острів Милорадовича (острів Фааіте, відкритий у 1802 році англійцем Джоном Тернбаллом), острів Вітгенштейна (острів Факарава), острів Грейга. На міжнародному рівні російські назви навіть тих островів, які були вперше відкриті Беллінсгаузеном, не закріпилися, за винятком острова Раєвського.
Під час цієї подорожі Беллінсгаузен дав пояснення природі утворення коралових островів.
2 серпня експедиція побувала на острові Таїті і за кілька тижнів вирушила до Австралії. На зворотному шляху було відкрито острів Лазарєва (сучасна назва Матаіва) та  безлюдний атол Восток.
22 вересня експедиція Беллінсгаузена-Лазарєва прибула в Порт-Джексон (Австралія).

### Друге плавання в Антарктику (листопад 1820— серпень 1821)

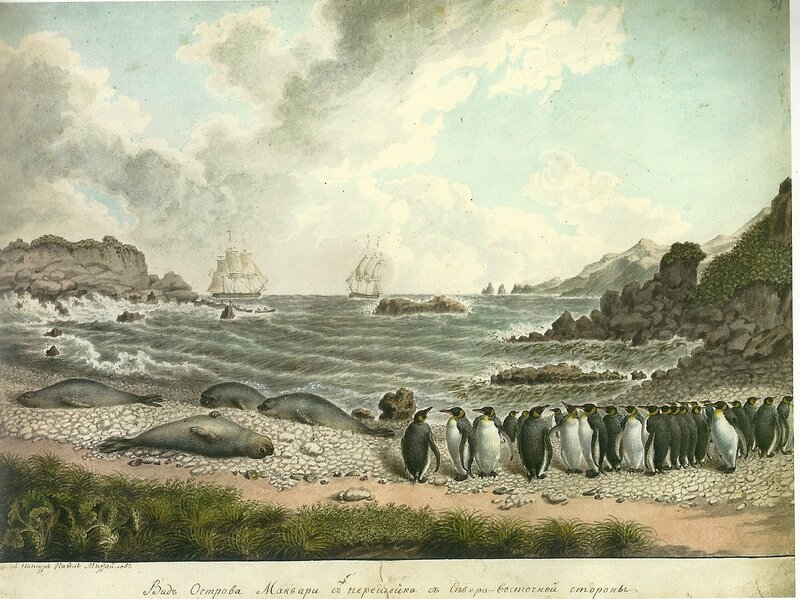
Вид на острів Маккуорі з північно-східного боку. Акварель Павла Михайлова

12 листопада 1820 року, після ремонту шлюпів та купівлі продовольства, експедиція залишила Сідней і рушила вдруге до Південного океану.
Нижче 60° пд. ш. зустріли серію айсбергів. Беллінсгаузен порахував і записав у своїх нотатках, що питної води з найбільшого айсберга вистачить всьому населенню Землі (на той час воно складало 845 млн осіб) на 22 роки і 86 днів (у розрахунку по одному відру на день).
22 січня 1821 р. експедиція відкрила острів Петра І, але підійти близько до нього заважала крига, тому висадка на острів не відбулася. 29 січня побачили берег з високою горою, який назвали на честь царя Землею Олександра І. (Лише в 1940 р. було з'ясовано, що це не частина материка, а великий острів).
На початку лютого російська експедиція дісталася Нової Шетландії і зафіксувала, що відкрила нові острови. Проте пізніше з'ясувалося, що майже всі вони були відкриті до Беллінсгаузена-Лазарєва. Так, найбільш західний з Південних Шетландських островів, якому росіяни дали назву Бородіно, в жовтні 1820 року відкрив британський мореплавець Вільям Сміт і назвав його на свою честь — острів Сміт. Російська експедиція лише картографувала південне узбережжя цього острова. Так само експедиція Беллінсгаузена вважала, що знайшла нові острови, і дала їм назви, тоді як у 1819 р. вони вже були відкриті Вільямом Смітом: Малий Ярославець (Сноу), Смоленськ (Лівінгстон), Березина (Гринвіч), Полоцьк (Роберт), Лейпциг (Нельсон). А також острови, відкриті  у 1820 р. британцем Едвардом Брансфілдом: острів Тейля (Десепшен), Мордвинова (Елефант), Шишкова (Кларкс).
5 лютого 1821 р. у районі Південних Шетландських островів експедиція Беллінсгаузена зустріла бот американського промисловця, мисливця за тюленями та котиками Натаніеля Палмера, якого поряд з британцями Вільямом Смітом і Едвардом Бренсфілдом та Фабіаном Готтлібом фон Беллінсгаузеном і Михайлом Лазарєвим вважають одним з першовідкривачів Антарктиди.

### Повернення
20 лютого 1821 року шлюпи «Восток» та «Мирний» залишили субантарктику та взяли курс на Бразилію. Цей шлях зайняв майже 20 днів. У Бразилії, вперше за три місяці, мандрівники провітрили всі трюми, а також винесли на свіже повітря птахів, взятих як біологічні зразки, — пінгвінів з Нової Шетландії та папуг з Австралії.
Подальший шлях на батьківщину пролягав через Португалію та Данію. 5 серпня 1821 року експедиція повернулася у Кронштадт. Цар Олександр І особисто прибув зустрічати мандрівників, піднявся на борт «Востока» та «Мирного» і спілкувався з командним складом кілька годин.
Фабіана Готліба фон Беллінсгаузена було відзначено орденом Св. Володимира 3 ступеня, звання капітана-командора та пенсією в 1 200 рублів. Офіцери обох шлюпів також були нагороджені орденами — Св. Володимира 4 ст. та Св. Анни 3 ст., відповідно. Усім учасникам плавання, в тому числі й нижчим чинам, було призначено подвійну зарплатню на весь термін подальшої служби.
Навколосвітня подорож тривала 751 день. Під час плавання померли троє матросів. Ієромонах Діонісій, який захворів під час подорожі, помер невдовзі після повернення, у жовтні 1821 року, а в січні 1823 р. внаслідок психічних розладів, набутих під час подорожі, загинув лейтенант «Мирного» Іван Ігнатьєв.

## Результати експедиції

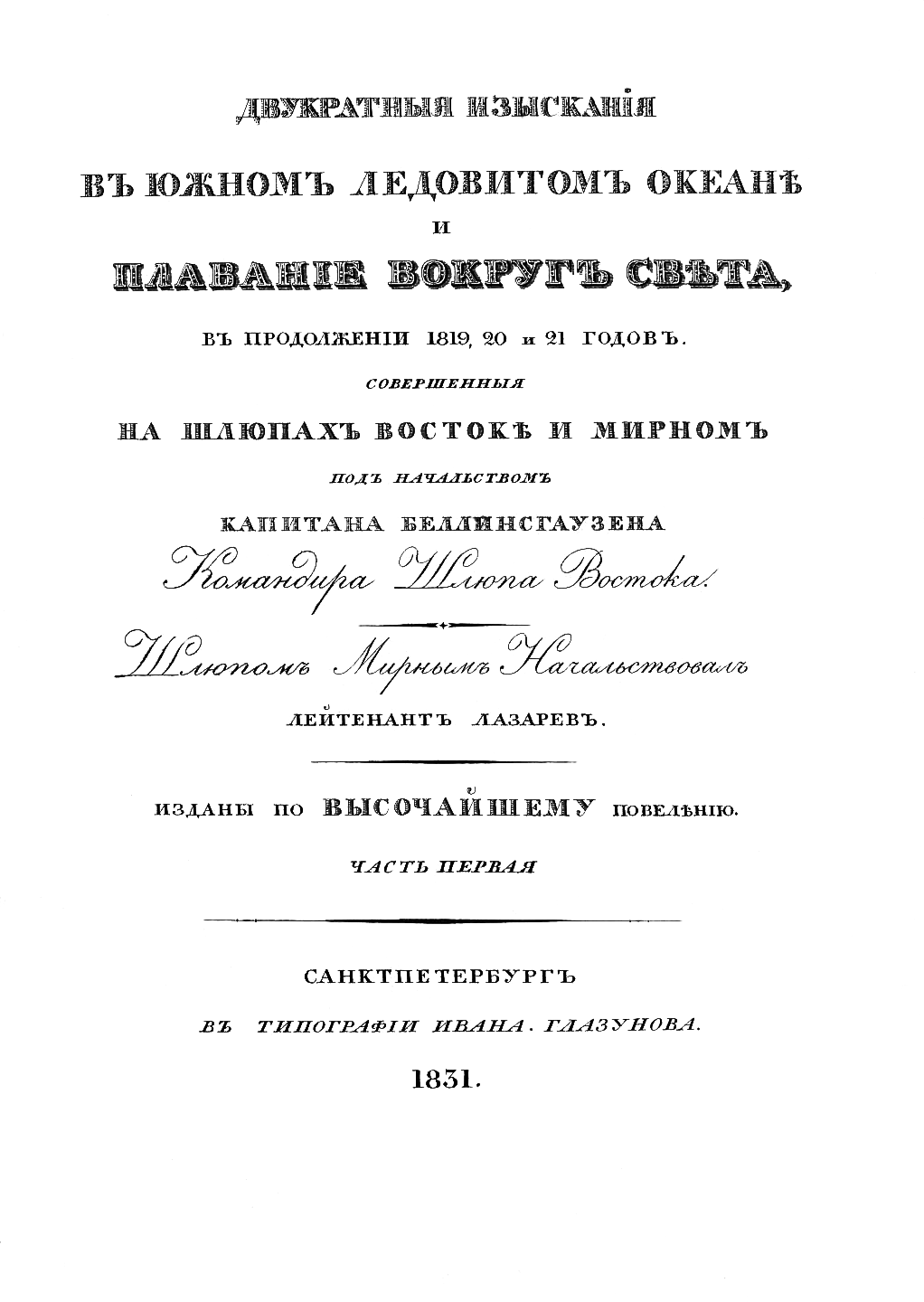
Титульний лист першого тому опису подорожі Беллінсгаузена

Експедиція Беллінсгаузена та Лазарєва здійснила низку географічних відкриттів. У звіті (1931 р.) Беллінсгаузен писав: «… обретено двадцать девять островов, в том числе в южном холодном поясе два, в южном умеренном — восемь, а девятнадцать — в жарком поясе». Проте переважна частина островів, як виявилося пізніше, були відкриті мореплавцями ще до російської експедиції. Водночас низку вперше відвіданих островів експедиція Беллінсгаузена дослідила та описала. Вперше після Дж. Кука експедиції Белінсгаузена вдалося обійти Антарктиду, перетнути Південне полярне коло і сягнути високих полярних широт, куди не наважився піти Кук. Фактично, експедиція Беллінсгаузена спостерігала шельфові льодовики Антарктиди.
За підсумками подорожі 1819—1821 рр. Беллінсгаузен склав атлас, який включав 19 карт, 13 видів островів, 2 види крижаних островів та 30 різноманітних рисунків.  Крім того, художник Павло Михайлов створив альбом, який нараховує 47 сторінок замальовок пейзажів, островів, тварин та птахів, етапів плавання шлюпів «Восток» і «Мирний», типажі аборигенів тощо. Професор Симонов привіз з подорожі етнографічну колекцію, яка зберігається в Казанському університеті (Російська Федерація), що налічує 37 предметів — знаряддя праці, зброя, одяг, домашнє начиння, прикраси народів Океанії.
Пізніші дослідники відзначали, що невелика кількість наукового персоналу і відсутність чіткої наукової програми негативно позначилася на якості наукових досліджень, зокрема, фактично не була охоплена метеорологія та океанографія. А значну частину часу астроном Симонов присвятив звірці бортових хронометрів, цим розрахункам присвячено 70 із 155 сторінок  його наукового звіту.
Водночас магнітні вимірювання, проведені під час експедиції Беллінсгаузена, зацікавили видатного німецького математика та астронома Карла Гаусса. На думку окремих радянських вчених, їх вивчення дозволило Гауссу розрахувати розташування Південного магнітного полюсу.

### Джерела та історіографія

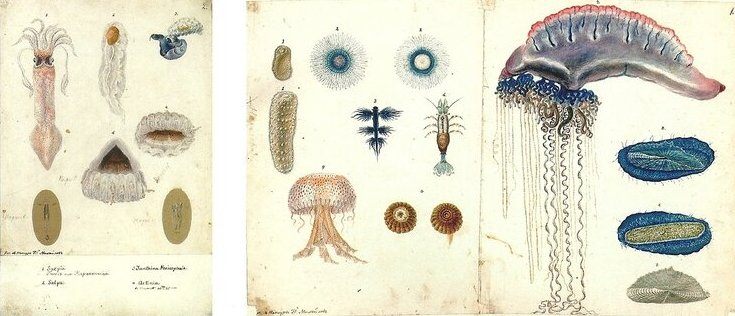
Морські безхребетні. Акварелі з альбому П. Н. Михайлова

### Інтерпретація джерел про експедицію

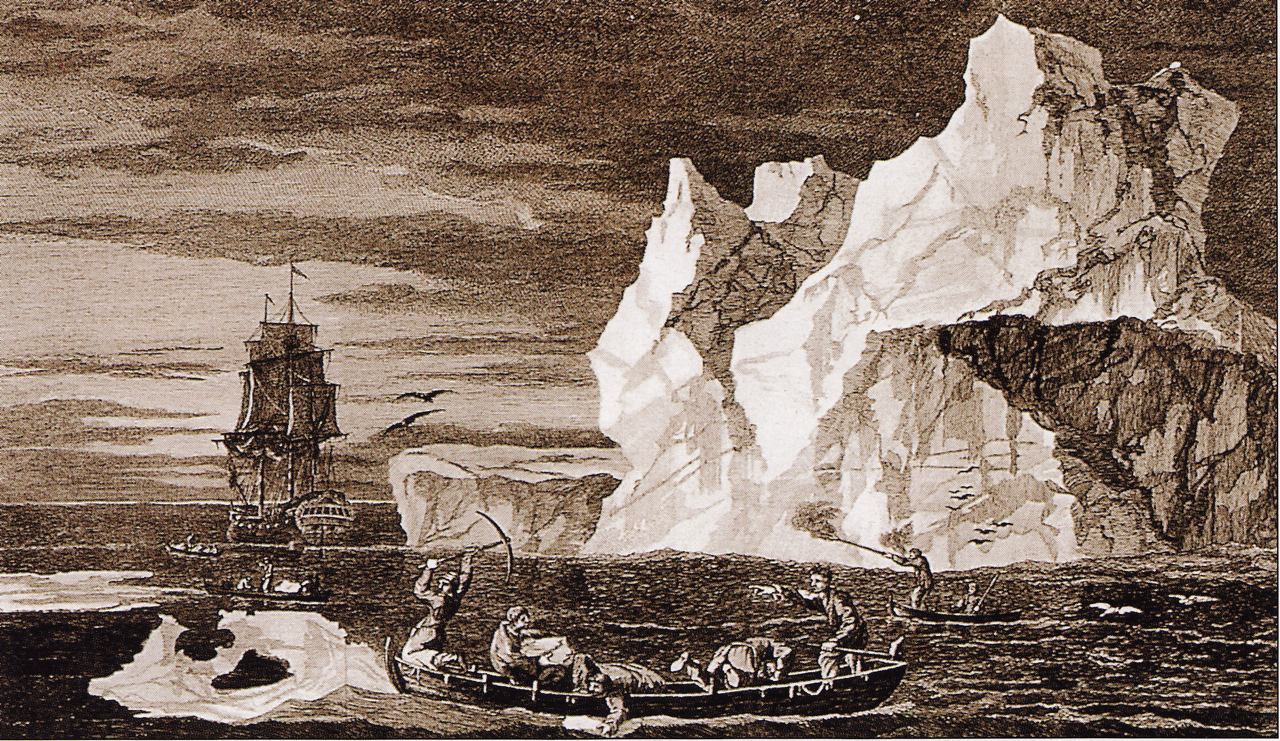
Вільям Ходжес. Моряки, які спостерігають за айсбергом під час другої подорожі Джеймса Кука. 9 січня 1773 року

#### До 1948 року

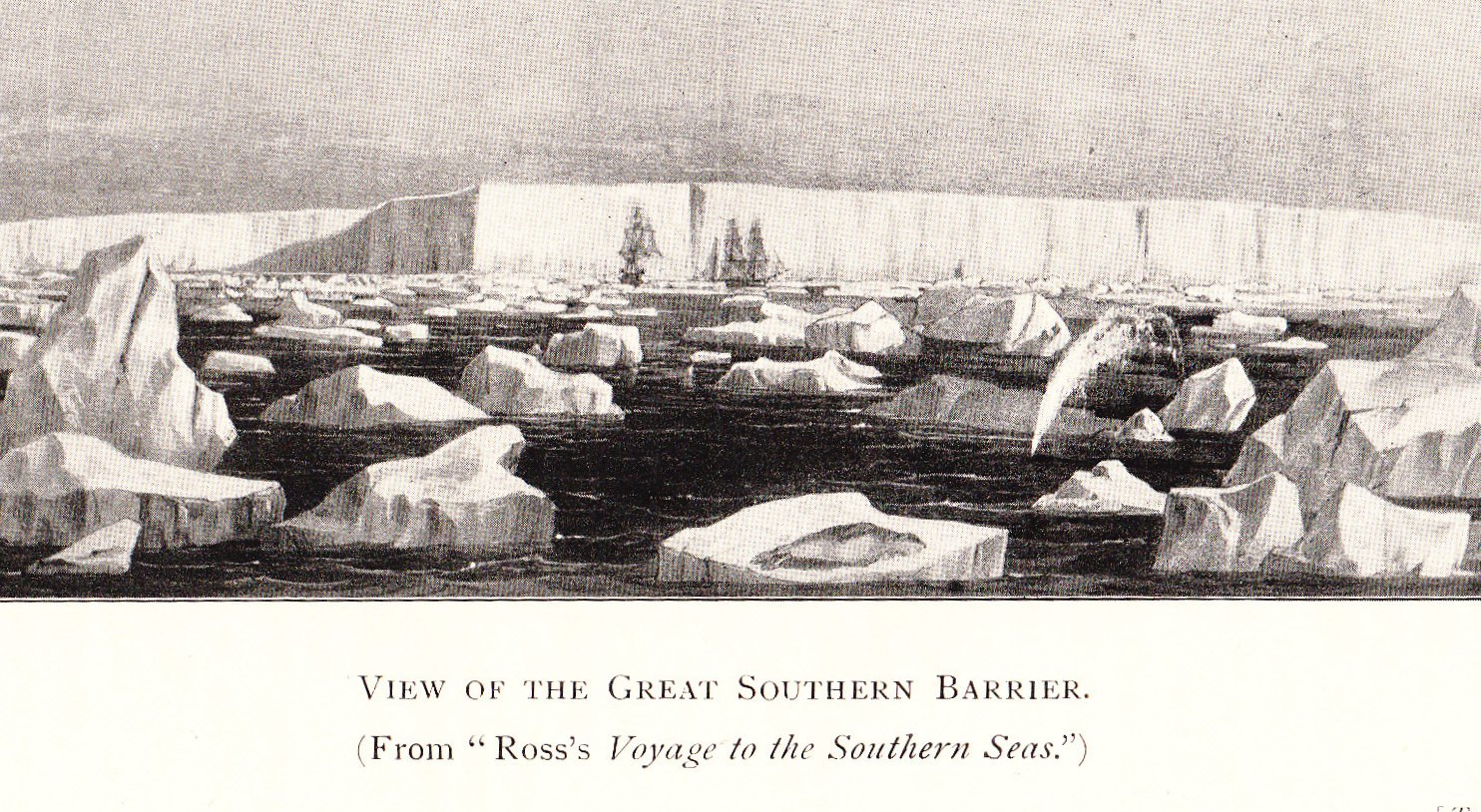
Великий крижаний бар'єр, побачений Джеймсом Россом в 1841 році

### Після 1948 року

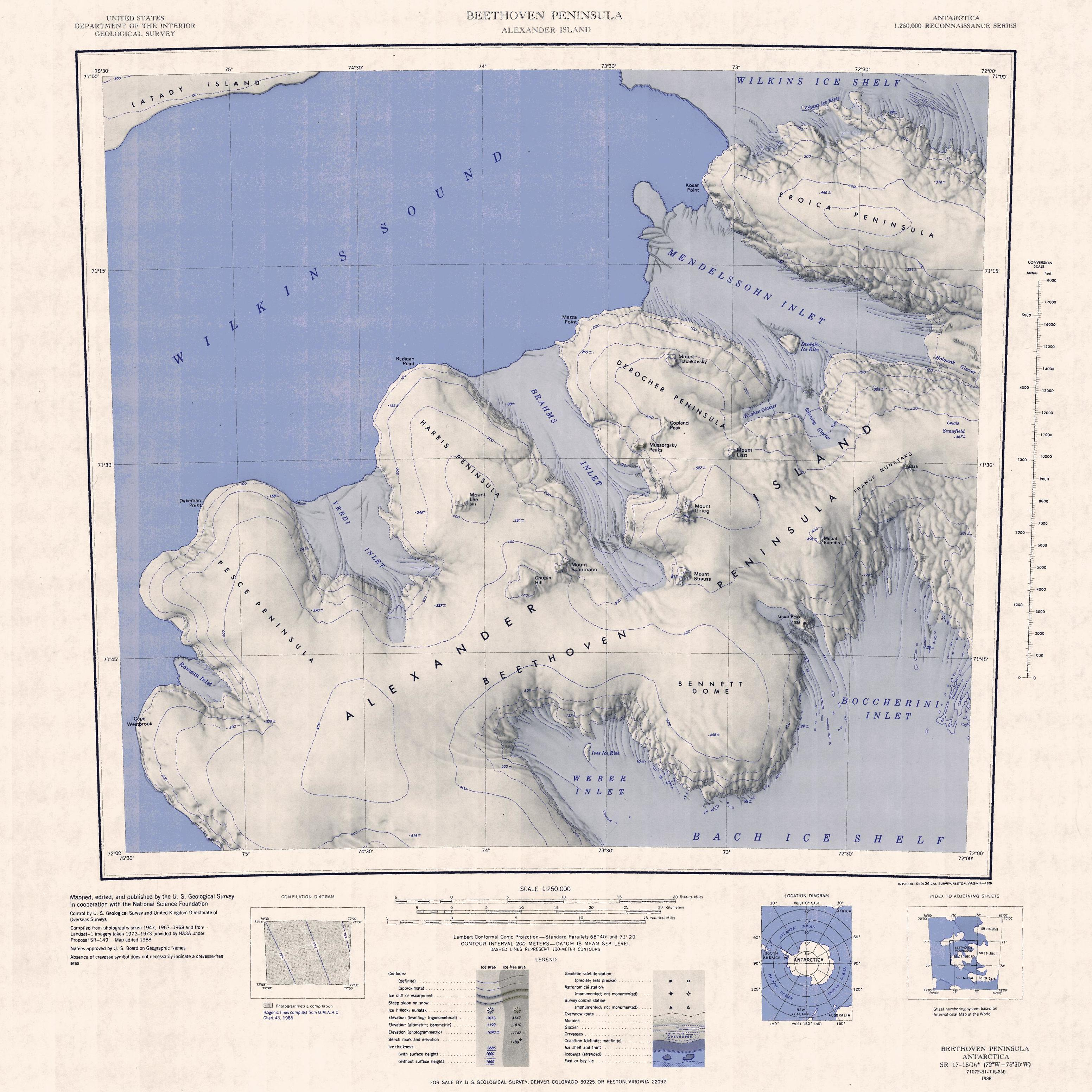
Карта Землі Олександра I. United States Geological Survey, National Science Foundation, 1988

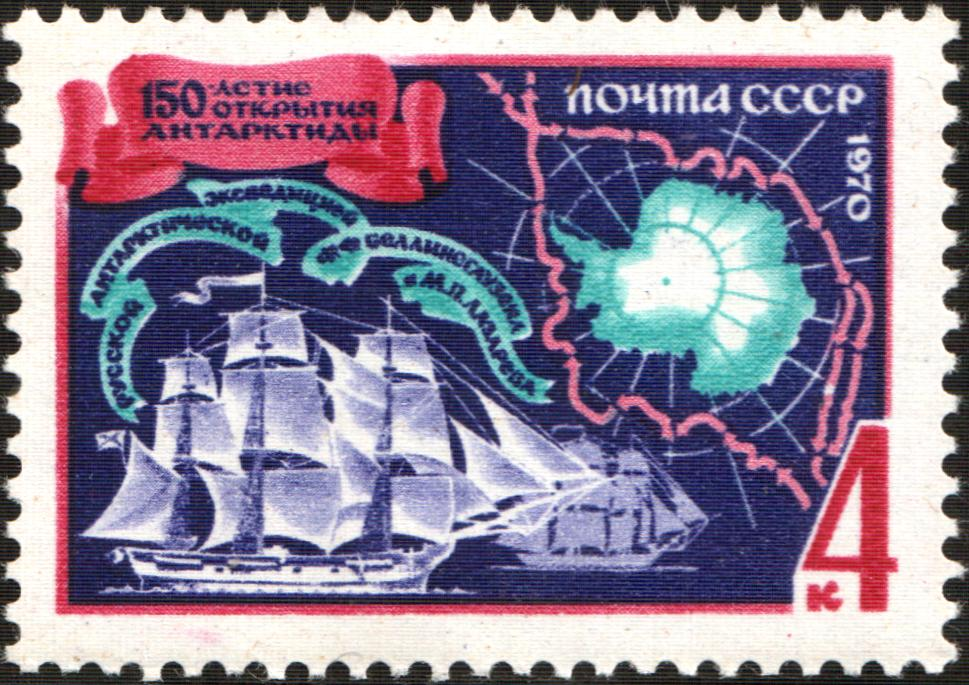
Поштова марка СРСР 1970 року, присвячена 150-річчю відкриття Антарктиди з картою маршруту російської антарктичної експедиції (ЦФА [ІТЦ «Марка»] № 3852)

### У XXI столітті

Маршрути ранніх експедицій в Антарктику

## Пам'ять. Історіографія